# Căn cứ Chiến đấu Cà Lu
Căn cứ chiến đấu Cà Lu (tiếng Anh: Ca Lu Combat Base, tiếng Việt: Cà Lu) là một căn cứ quân sự của Quân lực Việt Nam Cộng hòa (QLVNCH) và Thủy quân Lục chiến Hoa Kỳ, tọa lạc trên tuyến Quốc lộ 9, gần Krông Klang, huyện Đa Krông, phía tây tỉnh Quảng Trị, Việt Nam.

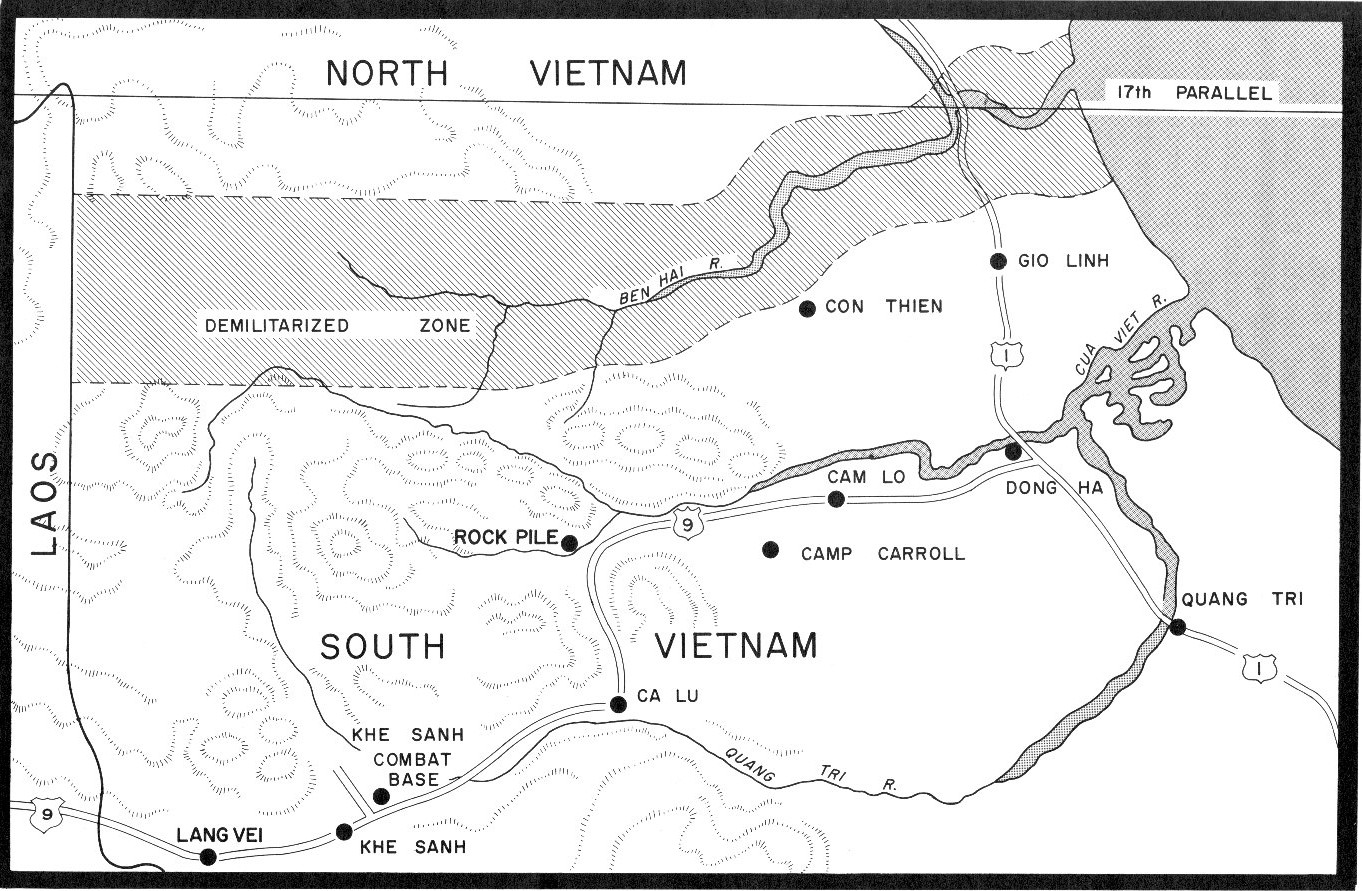
Bản đồ thể hiện vị trí căn cứ chiến đấu Cà Lu

Ban đầu, căn cứ này do QLVNCH thiết lập nhằm kiểm soát tuyến xâm nhập qua Khu phi quân sự (DMZ) theo hướng thung lũng sông Cam Lộ.:75 Đến tháng 4 năm 1966, trong Chiến dịch Virginia, căn cứ này được Sư đoàn Thủy quân Lục chiến số 3 Hoa Kỳ tiếp quản, do Trung đoàn Thủy quân Lục chiến số 4 đảm trách triển khai. Tại đây, đơn vị bố trí ba khẩu pháo 105 mm, một bộ phận chỉ huy và một lực lượng bảo vệ.:142
Đến tháng 2 năm 1967, Trung đoàn Thủy quân Lục chiến số 12 đã vận hành sáu khẩu pháo 105 mm được bố trị tại Cà Lu, với các đại đội thuộc Tiểu đoàn 3, Trung đoàn Thủy quân Lục chiến số 3 đảm nhiệm nhiệm vụ bảo vệ.:10, 20 Từ tháng 8 năm 1967, Quân đội Nhân dân Việt Nam (QĐNDVN) bắt đầu cắt đứt tuyến Quốc lộ 9 giữa Cà Lu và căn cứ Khe Sanh. Vào cuối năm 1967, công tác mở rộng Cà Lu thành một căn cứ hành quân chiến đấu được triển khai, và đến tháng 12/1967, việc xây dựng căn cứ cơ bản đã hoàn tất.:94 Cà Lu cũng đóng vai trò là điểm cực tây của hệ thống phòng ngự hàng rào điện tử (strongpoint obstacle system) – một tuyến phòng thủ gồm cảm biến và chướng ngại vật được thiết lập nhằm ngăn chặn sự xâm nhập qua Khu phi quân sự (DMZ). .:28
Năm 1968, Cà Lu thuộc khu vực tác chiến chiến thuật Lancaster, đặt dưới quyền chỉ huy của Trung đoàn Thủy quân Lục chiến số 3.:18 Trong đợt tấn công vào Khe Sanh, QĐNDVN cô lập các tiền đồn Thủy quân Lục chiến dọc theo Quốc lộ 9, liên tục tấn công các đoàn xe tiếp tế và công binh. Ngày 28/2/1968, một trực thăng CH-46 bị bắn hạ gần Cà Lu, khiến 22 lính thủy đánh bộ thiệt mạng.:232 Đến cuối tháng 3, tuyến Quốc lộ 9 dẫn vào Cà Lu được mở lại, và các lực lượng công binh Thủy quân Lục chiến, Lục quân Hoa Kỳ cùng Công binh Hải quân bắt đầu xây dựng một căn cứ quy mô lớn gần Cà Lu, bao gồm sân bay dã chiến, kho đạn, hệ thống hầm trú, bãi đáp trực thăng và mạng lưới đường nội bộ. Căn cứ này được đặt tên là Landing Zone Stud (LZ Stud). Ngày 28/3/1968, Sư đoàn Kỵ binh số 1 tiếp quản quyền chỉ huy tại khu vực Cà Lu, chuẩn bị cho Chiến dịch Pegasus – chiến dịch giải vây căn cứ Khe Sanh.:246 Trong thời gian này, Tiểu đoàn 1, Trung đoàn 1 Thủy quân Lục chiến vẫn ở lại Cà Lu để bảo vệ khu vực LZ Stud vừa hoàn thành.:284 Khi căn cứ Khe Sanh chính thức bị đóng cửa vào tháng 7/1968, Cà Lu và LZ Stud – khi đó đã được đổi tên thành căn cứ chiến đấu Vandegrift – trở thành hai căn cứ cực tây cuối cùng của Thủy quân Lục chiến Hoa Kỳ dọc tuyến DMZ.:352
Tháng 9 năm 1969, trong kế hoạch rút Sư đoàn Thủy quân Lục chiến số 3 khỏi miền Nam Việt Nam, các bước chuẩn bị được triển khai để rút lực lượng khỏi Cà Lu và Vandegrift.:162 Đầu tháng 10, Trung đoàn Thủy quân Lục chiến số 4 chính thức rút khỏi hai căn cứ này và bàn giao lại quyền kiểm soát cho Sư đoàn 1 Bộ binh QLVNCH. Lực lượng VNCH sau đó tiến hành tháo dỡ và di tản trang bị quân dụng tại căn cứ, nhằm phục vụ cho việc mở rộng căn cứ chiến đấu Carroll.:165